# Corbie
Corbie (Nederlands: Korbie of Korbei) is een gemeente in het Franse departement Somme (regio Hauts-de-France). De plaats maakt deel uit van het arrondissement Amiens. In de gemeente ligt spoorwegstation Corbie. Corbie telde op 1 januari 2022 6.080 inwoners.
De heilige Coleta, geboren in Corbie in 1381 als Nicolette Boëllet, is de beschermheilige van Corbie. Zij hervormde de franciscaanse orde.

## Geschiedenis
De geschiedenis van Corbie hangt samen met de Abdij van Corbie. Die werd rond 660 gesticht door koningin Bathildis op de plaats van een burcht in de vallei van de Somme. De abdij kende haar hoogtepunt onder de Karolingen. De abdij had toen een befaamd scriptorium dat bijdroeg aan de Karolingische Renaissance. Ook zond de abdij missionarissen uit. In 1790 werd de abdij gesloten en daarna verkocht als nationaal goed.

### Oorlogen
In december 1870 vestigde generaal Louis Faidherbe zijn hoofdkwartier in Corbie. Op 2 januari trokken Pruisische troepen Corbie binnen. Ze bleven er tot na het einde van de Frans-Duitse Oorlog. Tijdens de Eerste Wereldoorlog werd Corbie bezet door de Duitsers van eind augustus 1914 tot begin september. Gedurende de rest van de oorlog lag Corbie niet ver achter het front. Het diende als knooppunt voor de Britse troepen en er waren verschillende militaire ziekenhuizen van de Britten. In maart en april 1918 leed de stad schade door Duitse bombardementen tijdens het Duitse voorjaarsoffensief. Hierbij werd de voormalige abdijkerk beschadigd.

### Industrie
In 1846 werd het spoorwegstation op de lijn Parijs - Rijsel geopend. Vanaf dan kende Corbie een grote industriële activiteit. De textielindustrie was het belangrijkste, maar er was ook chemische industrie, metaalnijverheid en machinebouw. Al deze industrieën verdwenen aan het einde van de 20e eeuw door de mondialisering.

## Bezienswaardigheden
- Abdij van Corbie (18e eeuw)
- Église Notre-Dame de La Neuville (16e eeuw)
- Portaal van de Église Saint-Étienne (12e eeuw)
- Begraafplaats van Corbie met monumenten en graven van de Frans-Duitse en de Eerste Wereldoorlog
- La Neuville British Cemetery, een begraafplaats van de Eerste Wereldoorlog

## Geografie
De oppervlakte van Corbie bedroeg op 1 januari 2022 16,25 vierkante kilometer; de bevolkingsdichtheid was toen 374,2 inwoners per km². De plaats ligt aan de Somme en de Ancre. De gemiddelde hoogte is 34 m. Het hoogste punt van de gemeente (102 m) ligt in het Bois d’Escardonneuse.
De onderstaande kaart toont de ligging van Corbie met de belangrijkste infrastructuur en aangrenzende gemeenten.

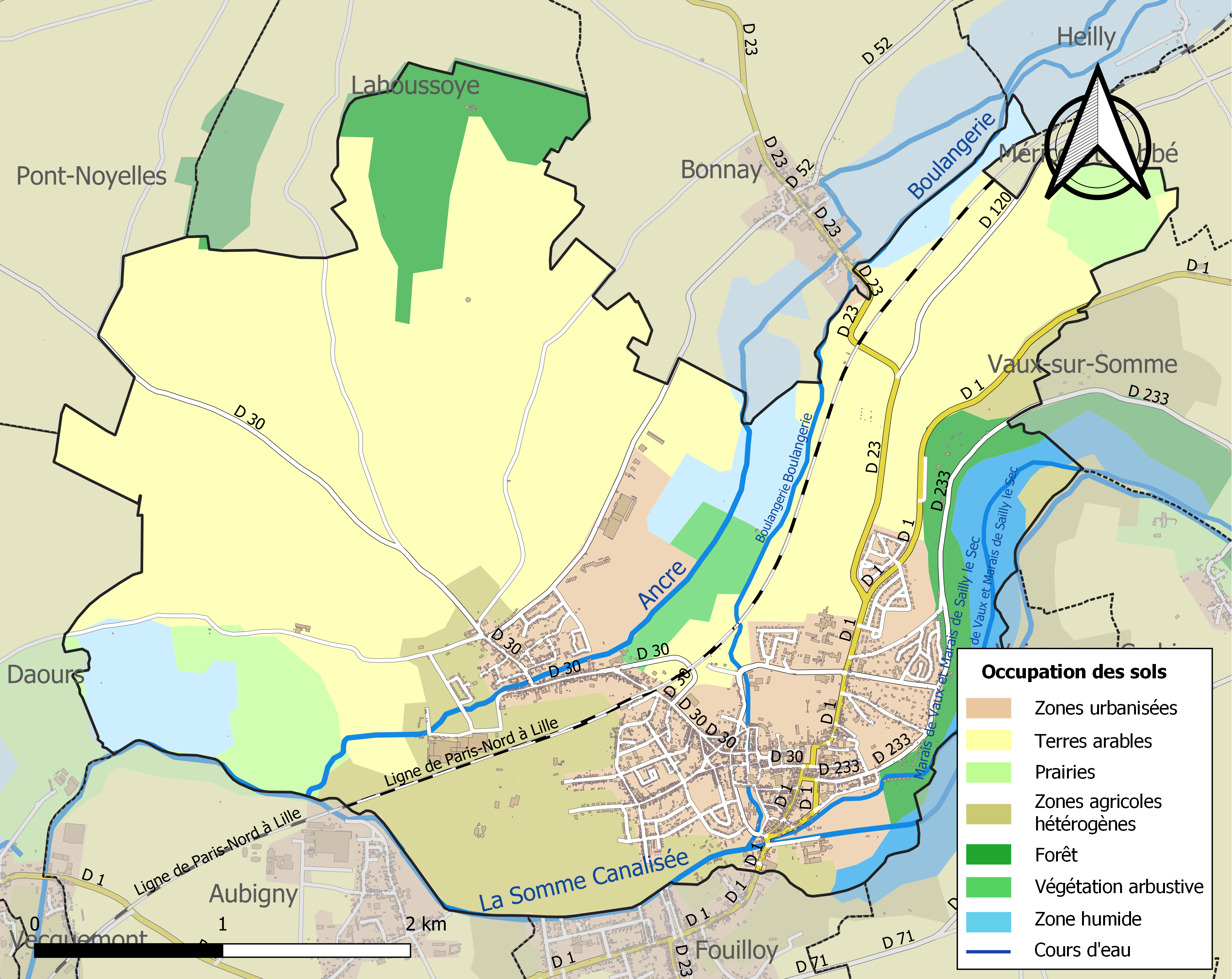

## Demografie
Onderstaande figuur toont het verloop van het inwonertal (bron: INSEE-tellingen).

## Bekende inwoners
- Adalardus, een Duitse neef van Karel de Grote, was abt van Corbie. In 822 stichtte hij de Abdij van Corvey (Corbeia nova of "nieuw Corbie") op het grondgebied van Höxter in Westfalen.
- Adela van Mesen (1009-1079), gravin van Corbie, getrouwd met Boudewijn V van Vlaanderen (c. 1030-1070); hun zoon, Boudewijn van Bergen werd Boudewijn VI van Vlaanderen.
- Gérard de Corbie (ca. 1025), abt
- Nicolette Boëllet (1381-1447), ordestichter en heilige
- Eugène Lefebvre (1878-1909), luchtvaartpionier, de eerste piloot die omkwam tijdens het besturen van een gemotoriseerd vliegtuig